# مولي هاردويك
مولي هاردويك (بالإنجليزية: Mollie Hardwick)‏ (7 مارس 1916، مانشستر في المملكة المتحدة - 13 ديسمبر 2003، لندن في المملكة المتحدة)؛ كاتِبة ومؤلِّفة وروائية بريطانية.
كتبت من الروايات مثل أب ستيرز، داون ستيرز، توماس آند سارا ودوقة دوك ستريت، كانت أيضًا مؤلفة روايات مثل دوران فير ويذر وكتبت ثلاثة كتب لجولييت برافو. كتبت هاردويك أيضًا العديد من الكتب والمسرحيات بناءً على روايات شيرلوك هولمز. تزوجت من زميلها المؤلف مايكل هاردويك (1924-1991) في عام 1961.

في الثمانينيات كانت تعيش في منزل من العصور الوسطى في مدينة كنت بإنجلترا.

## روابط خارجية
- مولي هاردويك على موقع ديسكوغز (الإنجليزية)